# Calisha Taylor
Calisha Taylor (18 de junio de 2002) es una deportista de Jamaica que compite en atletismo. Ganó una medalla de bronce en el Campeonato Mundial de Atletismo Sub-20 de 2018, en la prueba de 4 × 400 m.